# 遊佐町
遊佐町（日语：／ Yuza machi */?）是位於日本山形縣最北端的的町，隸屬於飽海郡。西邊面向日本海，北邊是東北地方第二高峰鳥海山，其周邊位於鳥海國定公園的範圍內，月光川則流經城鎮中心並往西注入日本海。當地人口多集中在西部地區，在通勤、就學等生活方面相當依賴南邊的酒田市。坐落於鳥海山上的鳥海山大物忌神社則被指定為日本的有形文化財。

## 地理
遊佐町西邊隔著庄内砂丘與日本海相鄰，東邊被出羽丘陵包圍。發源於鳥海山的月光川與高瀨川等河川流經町内並往西流，但受到西部沿海地區的沙丘阻擋，河道向北蜿蜒並在吹浦附近注入日本海。沿海地區的十里塚與青塚等村落坐落於海邊沙丘之間的凹地。

### 氣候
由於遊佐町地處庄内平原上，受到日本海的對馬暖流影響，氣候較溫暖且降雪較少。然而當地在秋季至冬季常常打雷，冬季則會受到強烈的西北季風吹拂。

## 歷史
當地自古以來便是陸上與海上的交通要地。遊佐町的地名最早出現在延長5年(927年）由醍醐天皇下令編纂的延喜式中。平安時代，當地在承平7年(937年)的和名類聚抄中被記載為遊佐鄉。在藤原氏的全盛時期，遊佐莊園是藤原攝關家最北邊的莊園。久安4年(1148年），前關白藤原忠實將當地的游佐莊園讓給次子藤原賴長，該莊園後來則由平泉地區的藤原基衡管理。
因當地的遊佐氏在文正、應仁與文明年間控制整個飽海郡，該郡曾有一段時間被稱為遊佐郡。元和8年(1622年），酒井忠勝獲封庄内藩13萬8000石，並領有田川、櫛引、遊佐三郡。

## 交通

### 鐵路
境內有東日本旅客鐵道的羽越本線通過。
- 羽越本線: 女鹿車站 - 吹浦車站 - 遊佐車站